# Wolfgang von Regensburg

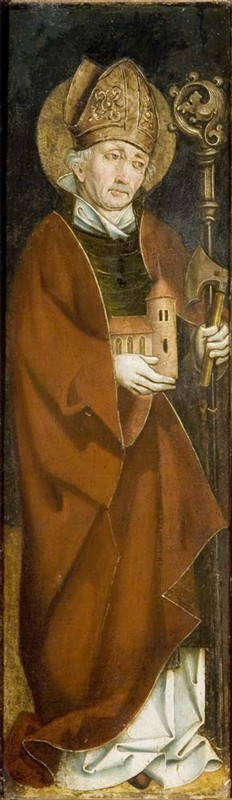
Darstellung Wolfgangs mit Heiligenattributen, 15. Jahrhundert

Wolfgang von Regensburg (* um 924 bei Reutlingen in Schwaben, wahrscheinlich Pfullingen; † 31. Oktober 994 in Pupping, Oberösterreich) war Domscholaster, Missionar und ab 972 Bischof von Regensburg. Er wurde 1052 heiliggesprochen. Seine Eltern waren vermutlich Herrmann, Graf im Pfullichgau (Sohn von Arnulf I. und Judith) und Gisela (Tochter von Burchard II. und Regelinda).

## Leben und Wirken
Wolfgang besuchte als Zehnjähriger die Klosterschule Reichenau und kam später an die neu gegründete Domschule in Würzburg. Hier wurde er von dem aus Italien stammenden Scholaster Stephan von Novara, den Bischof Poppo geholt hatte, ausgebildet und entwickelte sich selbst zu einem Gelehrten und Lehrer dort.
Um 956 übernahm Wolfgang auf Empfehlung seines mit ihm bereits die Würzburger Domschule besuchenden Freundes Heinrich, des Erzbischofs von Trier, den er bereits in Reichenau kennengelernt hatte, die Leitung der Domschule in Trier und wurde dort als Laie Dekan, Chef des Domkapitels. Er bemühte sich im Sinne des heiligen Benedikt um Reformen für eine strengere Lebensordnung der Domkapitulare wie die Abschaffung des Privateigentums.
Nach dem Tod Heinrichs von Trier 964 wurde Wolfgang von Kaiser Otto I. nach Köln geholt. Dort lehnte er ab, sich für Trier zum Bischof weihen zu lassen, und trat 965 in das Benediktiner-Kloster Einsiedeln in der Schweiz ein, wo er 968 im Alter von 43 Jahren durch Ulrich von Augsburg die Priesterweihe empfing. In Einsiedeln übernahm er die Leitung der Klosterschule. 971 ging Wolfgang als Missionar nach Ungarn, wurde jedoch 972 zurückgerufen und gegen Ende des Jahres zum Bischof von Regensburg geweiht. Auf seiner Missionsreise hatte Wolfgang zunächst das Misstrauen von Bischof Pilgrim von Passau geweckt. Nach einem Gespräch zwischen Pilgrim und Wolfgang änderte sich dies jedoch und Pilgrim selbst empfahl Wolfgang für den Regensburger Bischofsstuhl. Im Jahr 975 gründete Wolfgang dort eine Domschule mit Chor, aus dem die heutigen Regensburger Domspatzen hervorgingen.
Wolfgang, der weiter um Reformen bemüht war, stimmte der Abtrennung böhmischer Gebiete zur Gründung des Bistums Prag zu. Zu dieser friedfertigen Geste trug sicher auch das freundschaftliche Verhältnis zu Boleslav II. bei, dessen Sohn Oldřich in Regensburg erzogen wurde, ebenso wie sich dessen Schwester Mlada in Regensburg aufhielt.
Als erster Bischof gab er die Personalunion zwischen Bischofsamt und dem Vorsteheramt (Abbatiat) des zugehörigen Klosters St. Emmeram auf. Der erste eingesetzte Abt war Ramwod. Dies verhalf dem Kloster zu einem Entwicklungsschub in geistlichen und kulturellen Aktivitäten. Die gewonnene Selbständigkeit beschwor Spannungen mit künftigen Regensburger Bischöfen herauf, die den wirtschaftlichen Verlust durch den Wegfall des Klosters für das Bistum Regensburg rückgängig zu machen suchten. Wolfgangs Wirken blieb ein Vorbild für eine ganze Reihe von Klöstern. Die Trennung von Abtswürde und Aufgabe als Bischof kann selbst als eine Reformbestrebung angesehen werden. Wolfgang versuchte zudem auch im Regensburger Domkapitel sowie in den Stiften Obermünster und Niedermünster Reformen durchzuführen, indem diese künftig nach der Regel des Chrodegang von Metz leben sollten.
Ab etwa 985 übernahm Wolfgang die Erziehung des bayrischen Herzogssohnes Heinrich, des späteren Kaisers Heinrich II. Eine Auseinandersetzung zwischen Herzog Heinrich II. und Kaiser Otto II. veranlasste Wolfgang, kurz nach seiner Einsetzung als Bischof eine Zeit lang – möglicherweise anderthalb Jahre – in Österreich im Mondseeland zu verbringen.
Als Reichsbischof folgte Wolfgang dem Ruf des Kaisers zu militärischen Auseinandersetzungen, so gegen König Lothar und dem Italienzug von Otto II., bei dem der Augsburger Bischof Heinrich I. fiel. Nach dem Tod Ottos und aufbrechenden Streitigkeiten um den Thron schlug sich Wolfgang neben anderen Bischöfen auf die Seite Heinrichs von Bayern.
Auf einer Reise zu dem zum Bistum gehörenden Ort Pöchlarn starb Wolfgang am 31. Oktober 994 in der Kapelle des heiligen Othmar in Pupping (Oberösterreich) – heute Standort des Klosters Pupping – und wurde nach Regensburg überführt. Er wurde im südlichen Seitenschiff von St. Emmeram bestattet, wo noch heute ein Hochgrab aus dem 14. Jahrhundert zu sehen ist. Anlässlich der Kanonisation 1052 wurde sein Leichnam in die nach ihm benannte Krypta unter dem damals noch im Bau befindlichen Westbau von St. Emmeram übertragen.

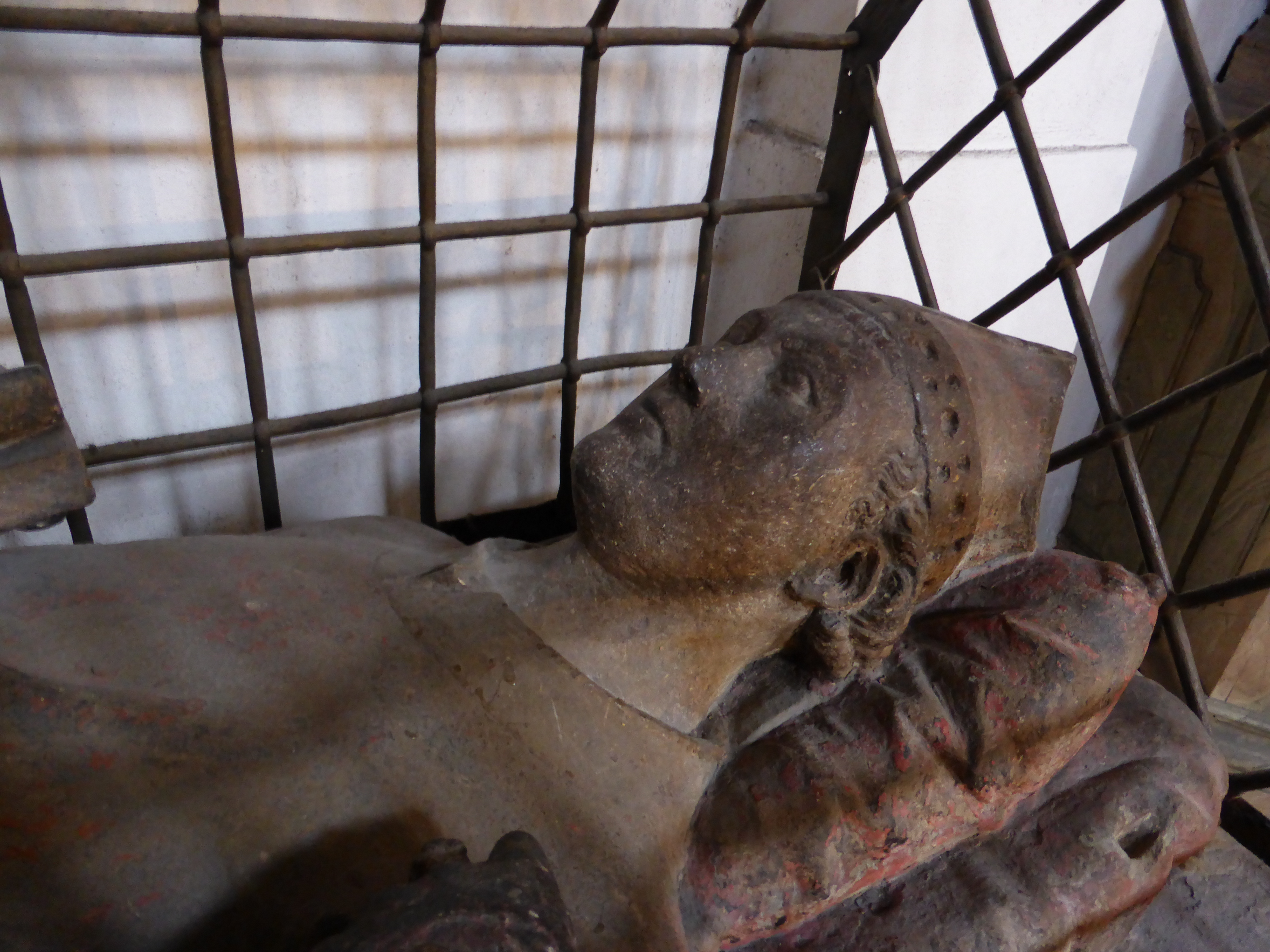
Grabtumba im Südseitenschiff von St. Emmeram
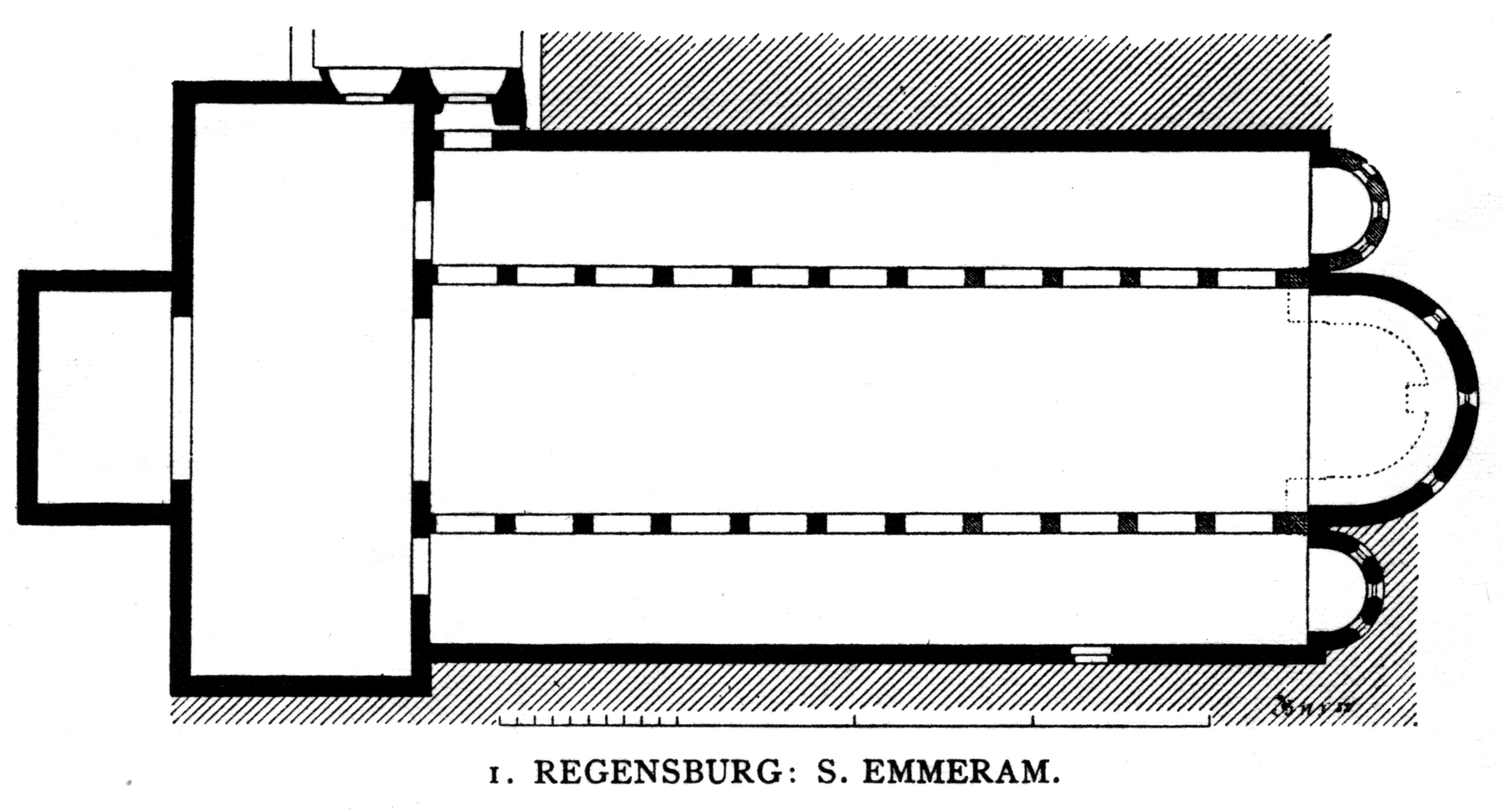
St. Emmeram um 1052 mit dem Querhaus und der Wolfgangskrypta im Westen
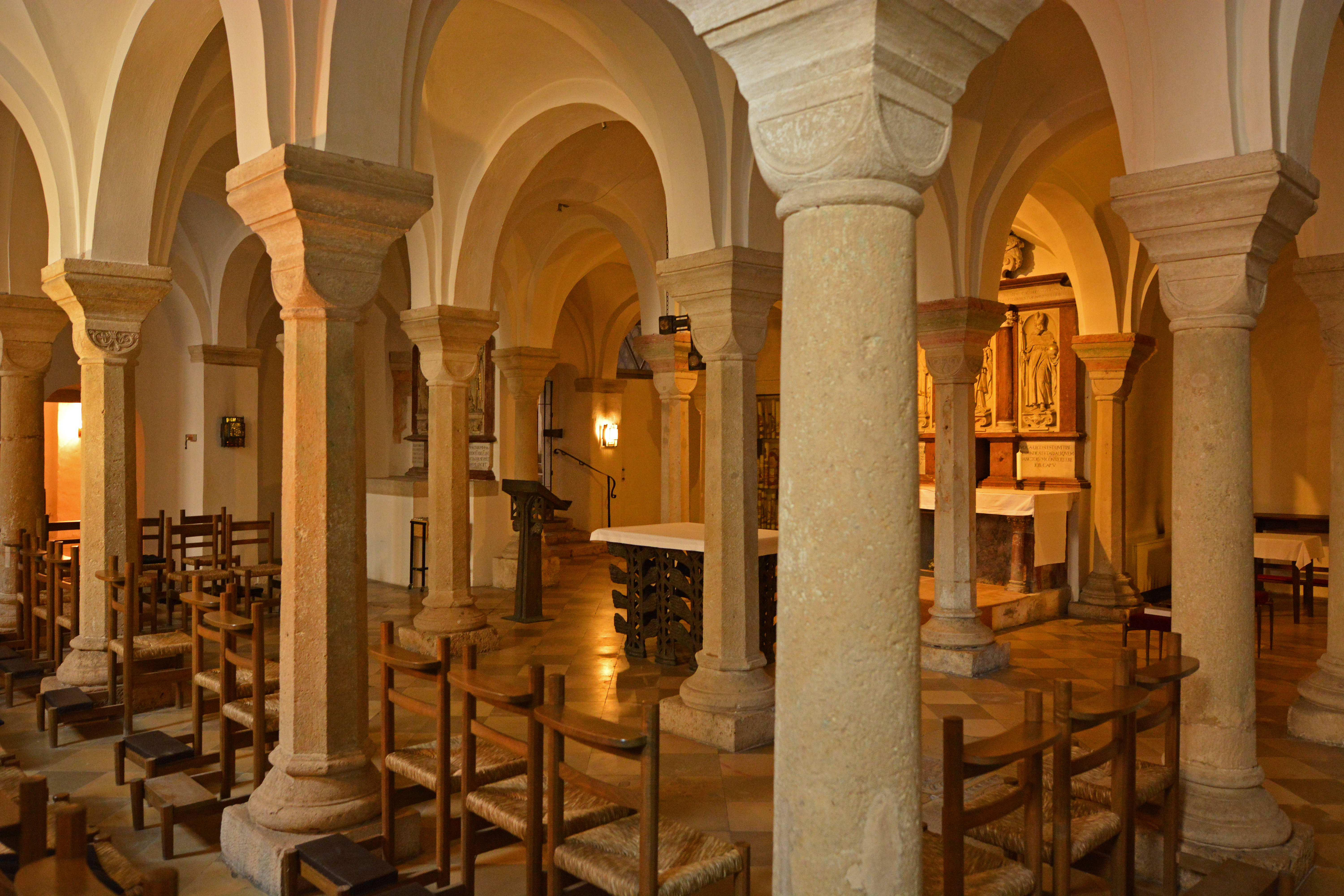
Wolfgangskrypta 1052 geweiht
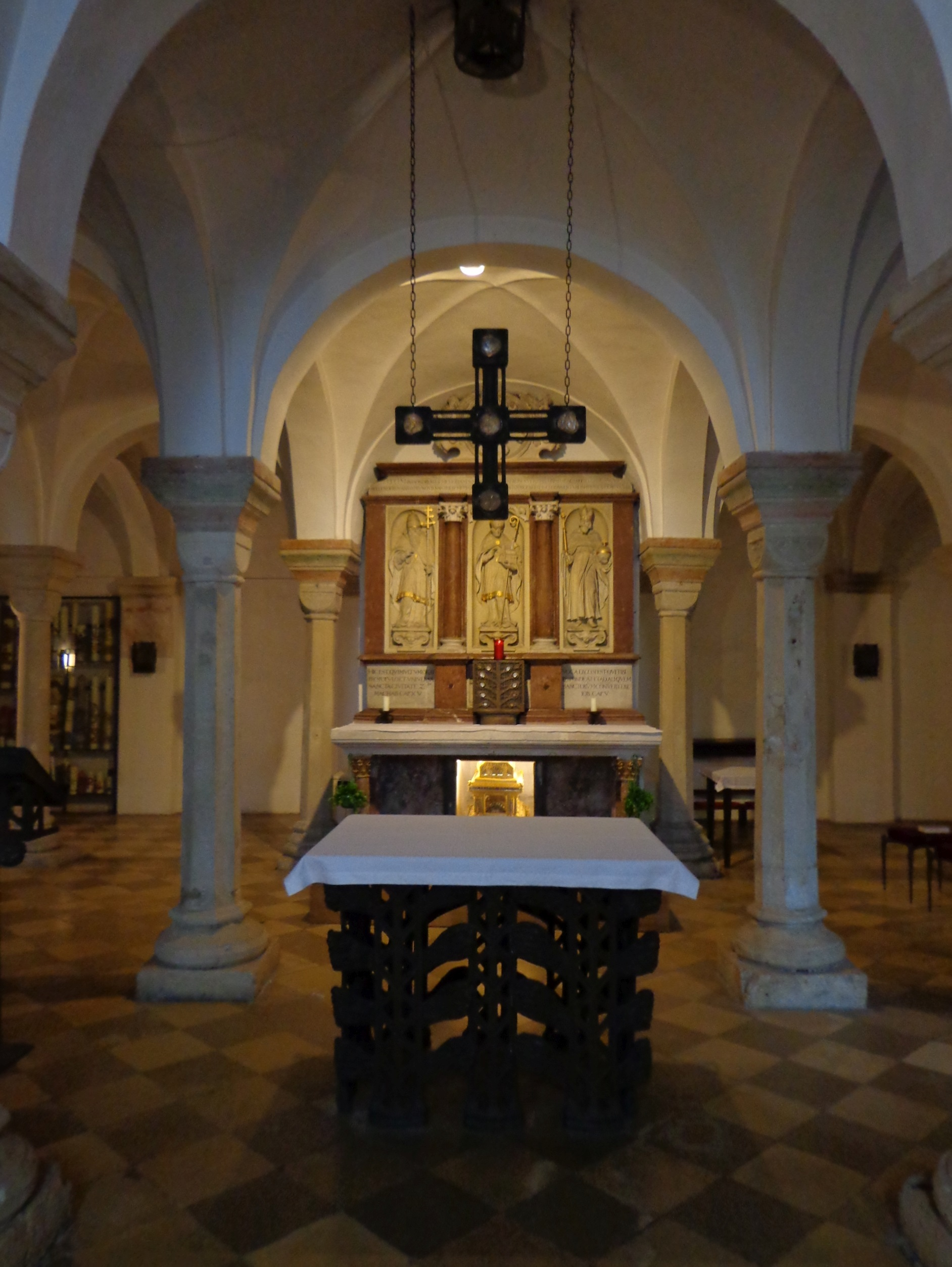
Wolfgangsaltar
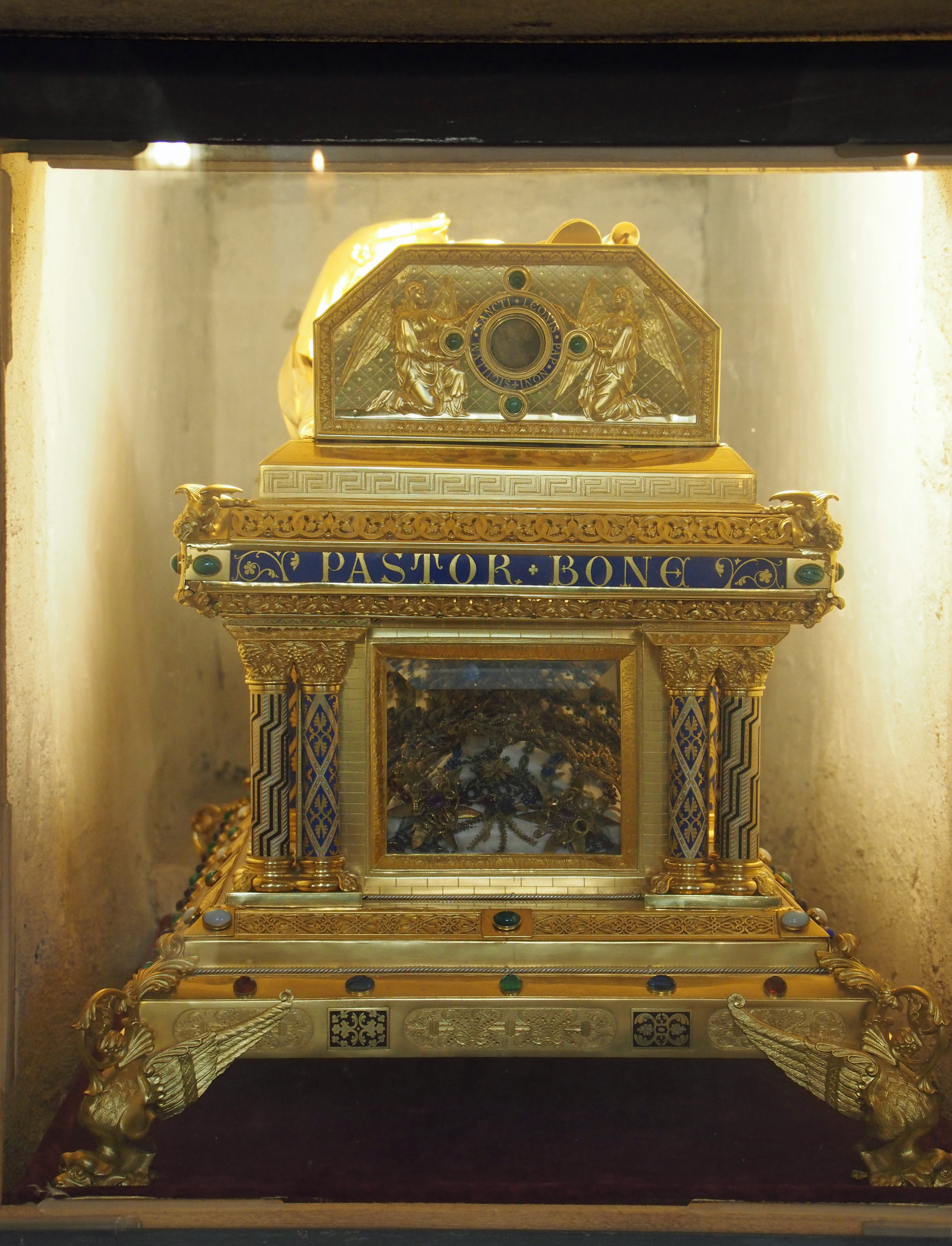
Wolfgangschrein

Wolfgang hatte seinen Schüler Tagino als Nachfolger vorgesehen, dennoch bestimmte Otto Gebhard I.
Wolfgang wurde am 7. Oktober 1052 von Papst Leo IX. heiliggesprochen.
Im 11. Jahrhundert verfasste der Dekan und Leiter der Klosterschule von St. Emmeram, Otloh von St. Emmeram, die Vita Sancti Wolfgangi.
|                                                                   |                                                                   |                                                                   |                                                                   |                                                                   |                                                                   |  |  | Arnulf I. (Bayern) ⚭ Judith von Friaul | Arnulf I. (Bayern) ⚭ Judith von Friaul | Arnulf I. (Bayern) ⚭ Judith von Friaul | Arnulf I. (Bayern) ⚭ Judith von Friaul | Arnulf I. (Bayern) ⚭ Judith von Friaul | Arnulf I. (Bayern) ⚭ Judith von Friaul |                                  |                                  | Regelinda 1⚭ Burchard II. (Schwaben) (2⚭ Hermann I. (Schwaben))       | Regelinda 1⚭ Burchard II. (Schwaben) (2⚭ Hermann I. (Schwaben))       | Regelinda 1⚭ Burchard II. (Schwaben) (2⚭ Hermann I. (Schwaben))       | Regelinda 1⚭ Burchard II. (Schwaben) (2⚭ Hermann I. (Schwaben))       | Regelinda 1⚭ Burchard II. (Schwaben) (2⚭ Hermann I. (Schwaben))       | Regelinda 1⚭ Burchard II. (Schwaben) (2⚭ Hermann I. (Schwaben))       |  |  |                                                                             |                                                                             |                                                                             |                                                                             |                                                                             |                                                                             |  |  |  |  |  |  |  |  |  |  |  |  |  |  |  |  |  |  |  |  |  |  |  |  |
|                                                                   |                                                                   |                                                                   |                                                                   |                                                                   |                                                                   |  |  | Arnulf I. (Bayern) ⚭ Judith von Friaul | Arnulf I. (Bayern) ⚭ Judith von Friaul | Arnulf I. (Bayern) ⚭ Judith von Friaul | Arnulf I. (Bayern) ⚭ Judith von Friaul | Arnulf I. (Bayern) ⚭ Judith von Friaul | Arnulf I. (Bayern) ⚭ Judith von Friaul |                                  |                                  | Regelinda 1⚭ Burchard II. (Schwaben) (2⚭ Hermann I. (Schwaben))       | Regelinda 1⚭ Burchard II. (Schwaben) (2⚭ Hermann I. (Schwaben))       | Regelinda 1⚭ Burchard II. (Schwaben) (2⚭ Hermann I. (Schwaben))       | Regelinda 1⚭ Burchard II. (Schwaben) (2⚭ Hermann I. (Schwaben))       | Regelinda 1⚭ Burchard II. (Schwaben) (2⚭ Hermann I. (Schwaben))       | Regelinda 1⚭ Burchard II. (Schwaben) (2⚭ Hermann I. (Schwaben))       |  |  |                                                                             |                                                                             |                                                                             |                                                                             |                                                                             |                                                                             |  |  |  |  |  |  |  |  |  |  |  |  |  |  |  |  |  |  |  |  |  |  |  |  |
|                                                                   |                                                                   |                                                                   |                                                                   |                                                                   |                                                                   |  |  |                                        |                                        |                                        |                                        |                                        |                                        |                                  |                                  |                                                                       |                                                                       |                                                                       |                                                                       |                                                                       |                                                                       |  |  |                                                                             |                                                                             |                                                                             |                                                                             |                                                                             |                                                                             |  |  |  |  |  |  |  |  |  |  |  |  |  |  |  |  |  |  |  |  |  |  |  |  |
| Judith von Bayern ⚭ Heinrich I. (Bayern) Bruder von Kaiser Otto I | Judith von Bayern ⚭ Heinrich I. (Bayern) Bruder von Kaiser Otto I | Judith von Bayern ⚭ Heinrich I. (Bayern) Bruder von Kaiser Otto I | Judith von Bayern ⚭ Heinrich I. (Bayern) Bruder von Kaiser Otto I | Judith von Bayern ⚭ Heinrich I. (Bayern) Bruder von Kaiser Otto I | Judith von Bayern ⚭ Heinrich I. (Bayern) Bruder von Kaiser Otto I |  |  |                                        |                                        |                                        |                                        | Herrmann im Pfullichgau ⚭ Gisela       | Herrmann im Pfullichgau ⚭ Gisela       | Herrmann im Pfullichgau ⚭ Gisela | Herrmann im Pfullichgau ⚭ Gisela | Herrmann im Pfullichgau ⚭ Gisela                                      | Herrmann im Pfullichgau ⚭ Gisela                                      |                                                                       |                                                                       |                                                                       |                                                                       |  |  | Berta von Alamannien 1⚭ Rudolf II. (Burgund) (2⚭ Hugo I. (Italien))         | Berta von Alamannien 1⚭ Rudolf II. (Burgund) (2⚭ Hugo I. (Italien))         | Berta von Alamannien 1⚭ Rudolf II. (Burgund) (2⚭ Hugo I. (Italien))         | Berta von Alamannien 1⚭ Rudolf II. (Burgund) (2⚭ Hugo I. (Italien))         | Berta von Alamannien 1⚭ Rudolf II. (Burgund) (2⚭ Hugo I. (Italien))         | Berta von Alamannien 1⚭ Rudolf II. (Burgund) (2⚭ Hugo I. (Italien))         |  |  |  |  |  |  |  |  |  |  |  |  |  |  |  |  |  |  |  |  |  |  |  |  |
| Judith von Bayern ⚭ Heinrich I. (Bayern) Bruder von Kaiser Otto I | Judith von Bayern ⚭ Heinrich I. (Bayern) Bruder von Kaiser Otto I | Judith von Bayern ⚭ Heinrich I. (Bayern) Bruder von Kaiser Otto I | Judith von Bayern ⚭ Heinrich I. (Bayern) Bruder von Kaiser Otto I | Judith von Bayern ⚭ Heinrich I. (Bayern) Bruder von Kaiser Otto I | Judith von Bayern ⚭ Heinrich I. (Bayern) Bruder von Kaiser Otto I |  |  |                                        |                                        |                                        |                                        | Herrmann im Pfullichgau ⚭ Gisela       | Herrmann im Pfullichgau ⚭ Gisela       | Herrmann im Pfullichgau ⚭ Gisela | Herrmann im Pfullichgau ⚭ Gisela | Herrmann im Pfullichgau ⚭ Gisela                                      | Herrmann im Pfullichgau ⚭ Gisela                                      |                                                                       |                                                                       |                                                                       |                                                                       |  |  | Berta von Alamannien 1⚭ Rudolf II. (Burgund) (2⚭ Hugo I. (Italien))         | Berta von Alamannien 1⚭ Rudolf II. (Burgund) (2⚭ Hugo I. (Italien))         | Berta von Alamannien 1⚭ Rudolf II. (Burgund) (2⚭ Hugo I. (Italien))         | Berta von Alamannien 1⚭ Rudolf II. (Burgund) (2⚭ Hugo I. (Italien))         | Berta von Alamannien 1⚭ Rudolf II. (Burgund) (2⚭ Hugo I. (Italien))         | Berta von Alamannien 1⚭ Rudolf II. (Burgund) (2⚭ Hugo I. (Italien))         |  |  |  |  |  |  |  |  |  |  |  |  |  |  |  |  |  |  |  |  |  |  |  |  |
|                                                                   |                                                                   |                                                                   |                                                                   |                                                                   |                                                                   |  |  |                                        |                                        |                                        |                                        |                                        |                                        |                                  |                                  |                                                                       |                                                                       |                                                                       |                                                                       |                                                                       |                                                                       |  |  |                                                                             |                                                                             |                                                                             |                                                                             |                                                                             |                                                                             |  |  |  |  |  |  |  |  |  |  |  |  |  |  |  |  |  |  |  |  |  |  |  |  |
| Heinrich II. (Bayern) ⚭ Gisela von Burgund                        | Heinrich II. (Bayern) ⚭ Gisela von Burgund                        | Heinrich II. (Bayern) ⚭ Gisela von Burgund                        | Heinrich II. (Bayern) ⚭ Gisela von Burgund                        | Heinrich II. (Bayern) ⚭ Gisela von Burgund                        | Heinrich II. (Bayern) ⚭ Gisela von Burgund                        |  |  | Wolfgang von Regensburg                | Wolfgang von Regensburg                | Wolfgang von Regensburg                | Wolfgang von Regensburg                | Wolfgang von Regensburg                | Wolfgang von Regensburg                |                                  |                                  | Judith (Jutta) (1⚭ Siegfried von Öhringen) 2⚭ Konrad I. (Schwaben)    | Judith (Jutta) (1⚭ Siegfried von Öhringen) 2⚭ Konrad I. (Schwaben)    | Judith (Jutta) (1⚭ Siegfried von Öhringen) 2⚭ Konrad I. (Schwaben)    | Judith (Jutta) (1⚭ Siegfried von Öhringen) 2⚭ Konrad I. (Schwaben)    | Judith (Jutta) (1⚭ Siegfried von Öhringen) 2⚭ Konrad I. (Schwaben)    | Judith (Jutta) (1⚭ Siegfried von Öhringen) 2⚭ Konrad I. (Schwaben)    |  |  | 2⚭ Adelheid von Burgund ⚭ Kaiser Otto I. (1⚭ Edgitha) Bruder von Heinrich I | 2⚭ Adelheid von Burgund ⚭ Kaiser Otto I. (1⚭ Edgitha) Bruder von Heinrich I | 2⚭ Adelheid von Burgund ⚭ Kaiser Otto I. (1⚭ Edgitha) Bruder von Heinrich I | 2⚭ Adelheid von Burgund ⚭ Kaiser Otto I. (1⚭ Edgitha) Bruder von Heinrich I | 2⚭ Adelheid von Burgund ⚭ Kaiser Otto I. (1⚭ Edgitha) Bruder von Heinrich I | 2⚭ Adelheid von Burgund ⚭ Kaiser Otto I. (1⚭ Edgitha) Bruder von Heinrich I |  |  |  |  |  |  |  |  |  |  |  |  |  |  |  |  |  |  |  |  |  |  |  |  |
| Heinrich II. (Bayern) ⚭ Gisela von Burgund                        | Heinrich II. (Bayern) ⚭ Gisela von Burgund                        | Heinrich II. (Bayern) ⚭ Gisela von Burgund                        | Heinrich II. (Bayern) ⚭ Gisela von Burgund                        | Heinrich II. (Bayern) ⚭ Gisela von Burgund                        | Heinrich II. (Bayern) ⚭ Gisela von Burgund                        |  |  | Wolfgang von Regensburg                | Wolfgang von Regensburg                | Wolfgang von Regensburg                | Wolfgang von Regensburg                | Wolfgang von Regensburg                | Wolfgang von Regensburg                |                                  |                                  | Judith (Jutta) (1⚭ Siegfried von Öhringen) 2⚭ Konrad I. (Schwaben)    | Judith (Jutta) (1⚭ Siegfried von Öhringen) 2⚭ Konrad I. (Schwaben)    | Judith (Jutta) (1⚭ Siegfried von Öhringen) 2⚭ Konrad I. (Schwaben)    | Judith (Jutta) (1⚭ Siegfried von Öhringen) 2⚭ Konrad I. (Schwaben)    | Judith (Jutta) (1⚭ Siegfried von Öhringen) 2⚭ Konrad I. (Schwaben)    | Judith (Jutta) (1⚭ Siegfried von Öhringen) 2⚭ Konrad I. (Schwaben)    |  |  | 2⚭ Adelheid von Burgund ⚭ Kaiser Otto I. (1⚭ Edgitha) Bruder von Heinrich I | 2⚭ Adelheid von Burgund ⚭ Kaiser Otto I. (1⚭ Edgitha) Bruder von Heinrich I | 2⚭ Adelheid von Burgund ⚭ Kaiser Otto I. (1⚭ Edgitha) Bruder von Heinrich I | 2⚭ Adelheid von Burgund ⚭ Kaiser Otto I. (1⚭ Edgitha) Bruder von Heinrich I | 2⚭ Adelheid von Burgund ⚭ Kaiser Otto I. (1⚭ Edgitha) Bruder von Heinrich I | 2⚭ Adelheid von Burgund ⚭ Kaiser Otto I. (1⚭ Edgitha) Bruder von Heinrich I |  |  |  |  |  |  |  |  |  |  |  |  |  |  |  |  |  |  |  |  |  |  |  |  |
| Kaiser Heinrich II. ⚭ Kunigunde von Luxemburg                     | Kaiser Heinrich II. ⚭ Kunigunde von Luxemburg                     | Kaiser Heinrich II. ⚭ Kunigunde von Luxemburg                     | Kaiser Heinrich II. ⚭ Kunigunde von Luxemburg                     | Kaiser Heinrich II. ⚭ Kunigunde von Luxemburg                     | Kaiser Heinrich II. ⚭ Kunigunde von Luxemburg                     |  |  |                                        |                                        |                                        |                                        |                                        |                                        |                                  |                                  | 2⚭ Hermann II. (Schwaben) Gerberga von Burgund (1⚭ Hermann I. (Werl)) | 2⚭ Hermann II. (Schwaben) Gerberga von Burgund (1⚭ Hermann I. (Werl)) | 2⚭ Hermann II. (Schwaben) Gerberga von Burgund (1⚭ Hermann I. (Werl)) | 2⚭ Hermann II. (Schwaben) Gerberga von Burgund (1⚭ Hermann I. (Werl)) | 2⚭ Hermann II. (Schwaben) Gerberga von Burgund (1⚭ Hermann I. (Werl)) | 2⚭ Hermann II. (Schwaben) Gerberga von Burgund (1⚭ Hermann I. (Werl)) |  |  | Kaiser Otto II. ⚭ Theophanu (HRR)                                           | Kaiser Otto II. ⚭ Theophanu (HRR)                                           | Kaiser Otto II. ⚭ Theophanu (HRR)                                           | Kaiser Otto II. ⚭ Theophanu (HRR)                                           | Kaiser Otto II. ⚭ Theophanu (HRR)                                           | Kaiser Otto II. ⚭ Theophanu (HRR)                                           |  |  |  |  |  |  |  |  |  |  |  |  |  |  |  |  |  |  |  |  |  |  |  |  |
| Kaiser Heinrich II. ⚭ Kunigunde von Luxemburg                     | Kaiser Heinrich II. ⚭ Kunigunde von Luxemburg                     | Kaiser Heinrich II. ⚭ Kunigunde von Luxemburg                     | Kaiser Heinrich II. ⚭ Kunigunde von Luxemburg                     | Kaiser Heinrich II. ⚭ Kunigunde von Luxemburg                     | Kaiser Heinrich II. ⚭ Kunigunde von Luxemburg                     |  |  |                                        |                                        |                                        |                                        |                                        |                                        |                                  |                                  | 2⚭ Hermann II. (Schwaben) Gerberga von Burgund (1⚭ Hermann I. (Werl)) | 2⚭ Hermann II. (Schwaben) Gerberga von Burgund (1⚭ Hermann I. (Werl)) | 2⚭ Hermann II. (Schwaben) Gerberga von Burgund (1⚭ Hermann I. (Werl)) | 2⚭ Hermann II. (Schwaben) Gerberga von Burgund (1⚭ Hermann I. (Werl)) | 2⚭ Hermann II. (Schwaben) Gerberga von Burgund (1⚭ Hermann I. (Werl)) | 2⚭ Hermann II. (Schwaben) Gerberga von Burgund (1⚭ Hermann I. (Werl)) |  |  | Kaiser Otto II. ⚭ Theophanu (HRR)                                           | Kaiser Otto II. ⚭ Theophanu (HRR)                                           | Kaiser Otto II. ⚭ Theophanu (HRR)                                           | Kaiser Otto II. ⚭ Theophanu (HRR)                                           | Kaiser Otto II. ⚭ Theophanu (HRR)                                           | Kaiser Otto II. ⚭ Theophanu (HRR)                                           |  |  |  |  |  |  |  |  |  |  |  |  |  |  |  |  |  |  |  |  |  |  |  |  |
|                                                                   |                                                                   |                                                                   |                                                                   |                                                                   |                                                                   |  |  |                                        |                                        |                                        |                                        |                                        |                                        |                                  |                                  | Gisela von Schwaben ⚭ Kaiser Konrad II.                               |                                                                       |                                                                       |                                                                       |                                                                       |                                                                       |  |  |                                                                             |                                                                             |                                                                             |                                                                             |                                                                             |                                                                             |  |  |  |  |  |  |  |  |  |  |  |  |  |  |  |  |  |  |  |  |  |  |  |  |

## Verehrung

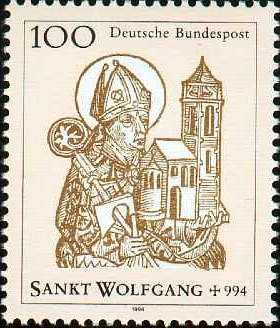
Briefmarkenausgabe zum 1000. Todestag des heiligen Wolfgang

### Gedenktag
Der katholische Gedenktag (St.-Wolfgangs-Tag) des Heiligen ist der 31. Oktober. Es handelt sich dabei um einen nicht gebotenen Gedenktag im Allgemeinen Römischen Kalender. Sein Hochfest wird in Regensburg begangen, wo auch am 7. Oktober die Übertragung der Gebeine gefeiert wird.

### Orte der Verehrung

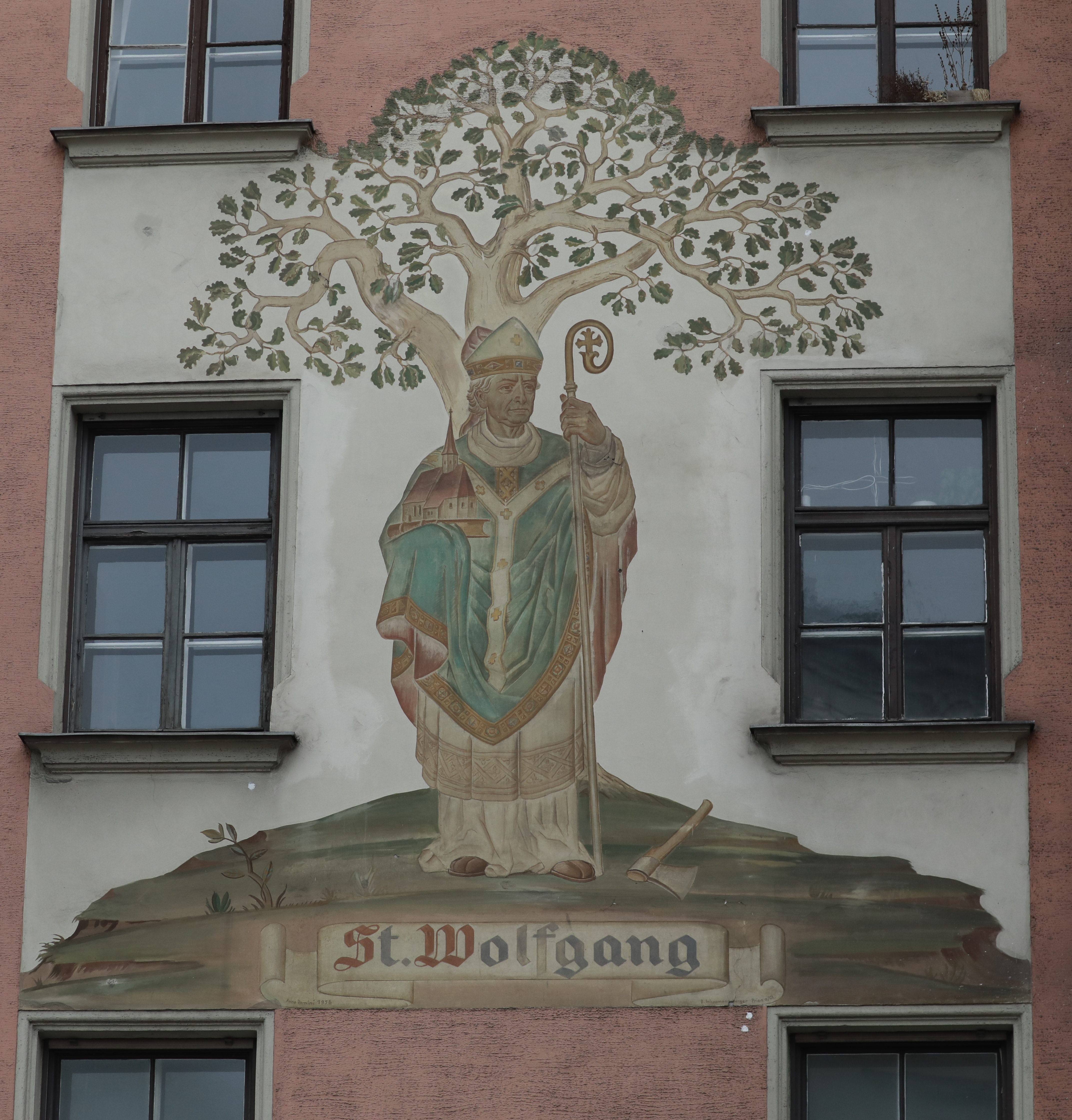
Wandgemälde (1956, Bartholomäus Wappmannsberger) an einem Mietshaus in der Rosenheimer Straße in München.

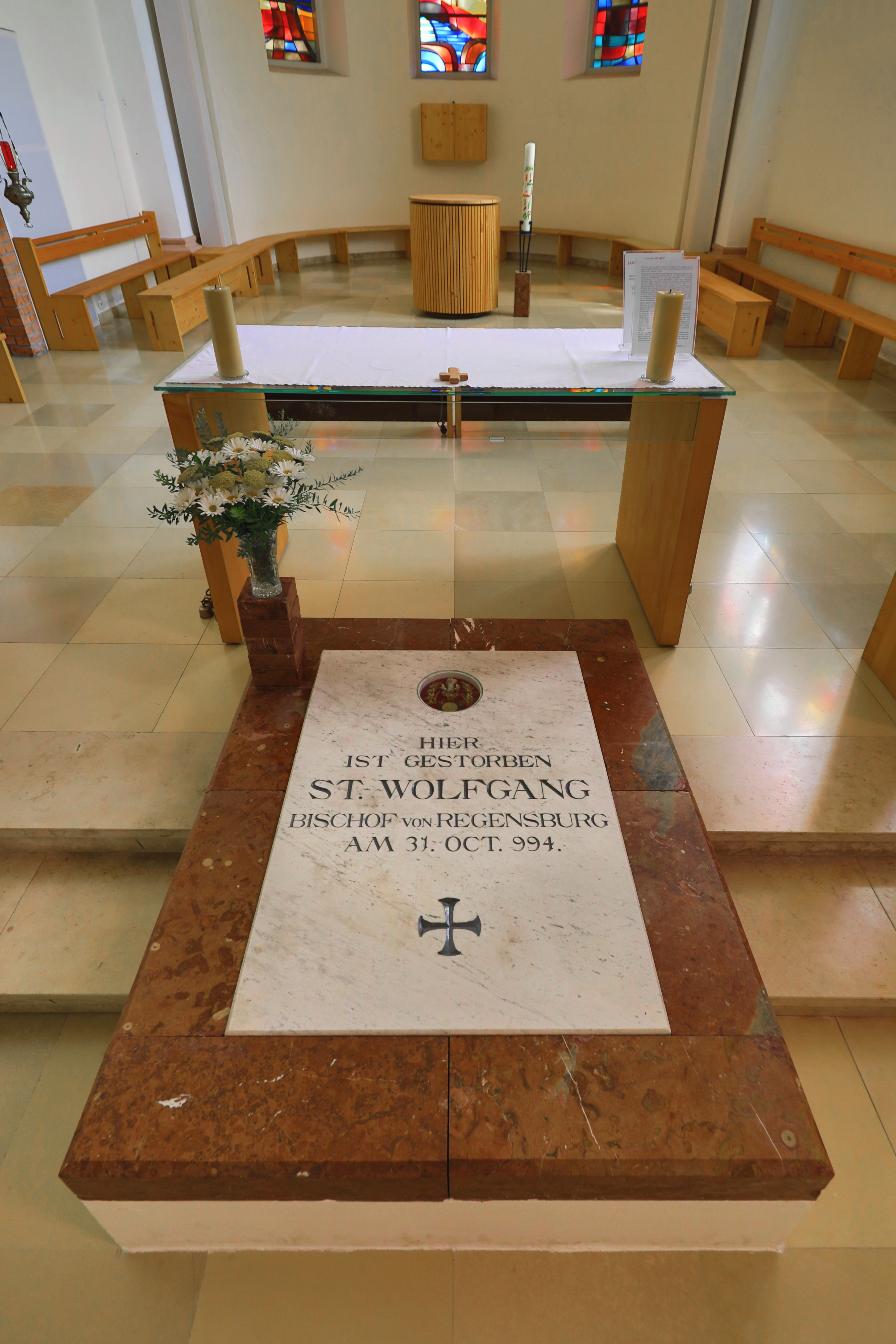
Gedenkstein zum Sterbeort des hl. Wolfgang in der Klosterkirche in Pupping

Verschiedene Orte stehen mit der Heiligenverehrung Wolfgangs in Verbindung.
- Hauptverehrungsort des Heiligen ist St. Wolfgang im Salzkammergut am Wolfgangsee – beide nach ihm benannt: Als er 976 in seinem Eigenkloster Kloster Mondsee Zuflucht suchte, soll er von eigener Hand die – erste kleine – Kirche erbaut haben und wundertätig gewesen sein (Beilwurf und Quellwunder am Falkenstein). Dort steht auch die Wallfahrtskirche Falkenstein (Gemeinde St. Gilgen), wo er fünf Jahre als Einsiedler gelebt haben soll. St. Wolfgang mit der Einsiedlerhöhle war durch das ganze Mittelalter hindurch einer der bedeutendsten Wallfahrtsorte Europas, im 15. und 16. Jahrhundert nach Rom, Aachen und Einsiedeln die viertgrößte Pilgerstätte
- Anlässlich der Heiligsprechung wurden die Gebeine des Bischofs in die damals neu errichtete Wolfgangskrypta unter der Basilika St. Emmeram überführt. Sie ruhen dort seit 1877 in dem vergoldeten Wolfgangsschrein, der jedes Jahr anlässlich der Wolfgangswoche des Bistums Regensburg in die Basilika oder eine andere bedeutende Kirche des Bistums überführt wird
- Ein kleinerer Teil der Gebeine befand sich auch in der Kirche St. Wolfgang in Regensburg. Am 26. Oktober 2020 wurden diese Reliquien jedoch gestohlen, nachdem die Täter den Schutz aus Panzerglas und Stahl aufgebrochen hatten.[7]
- Ort der Verehrung ist auch sein Sterbeort, das Kloster Pupping. Die St.-Wolfgang-Kapelle wurde an jener Stelle errichtet, an der Wolfgang mit dem Schiff von Passau kommend, an Land gegangen sein soll, bevor er nach Pupping gebracht wurde
- Unter der etwa 1250 Jahre alten Sankt-Wolfgangs-Eiche bei Schloss Haus in Neueglofsheim südlich von Regensburg soll Wolfgang gepredigt haben
- Ebenso verehrt wird er im oberbayerischen St. Wolfgang, wo Wolfgang der Legende zufolge eine Quelle erweckt haben soll.

Siehe auch: Wolfgangskirche, zu den zahlreichen Kirchen des Heiligen

### Schutzpatronate und Anrufung
Der Heilige ist Schutzpatron von Bayern, Diözesanpatron des Bistums Regensburg und der Stadt Regensburg sowie der Berufe Bildhauer, Holzarbeiter, Köhler, Zimmerleute, Schiffer und Hirten. Er wird seit dem 15. Jahrhundert als allgemeiner Nothelfer und Schutzheiliger bei Augenkrankheiten, Gicht, Lähmung, Fußleiden, Rückenschmerzen, Schlaganfall („Schlagfluss“), Blutfluss, Ruhr („Bauchfluss“), Bauchschmerzen und Hautgeschwüren („Wolf“) sowie bei Unfruchtbarkeit, Feuer und schlechtem Wetter angerufen. Zudem soll er zur Gesundung von erkranktem Vieh verhelfen.

### Ikonographie
Auf Abbildungen und Statuen wird der heilige Wolfgang stets mit den Heiligenattributen Bischofsstab (für Regensburg) und Kirche (für St. Wolfgang a.W.), manchmal zusätzlich auch mit einem Beil (Beilwunder am Falkenstein) dargestellt. Zudem gibt es drei Keramikplastiken, die von dem aus Sankt Wolfgang im Salzkammergut stammenden Bildhauer Wolfgang Wallner in den 1950er Jahren angefertigt wurden und heute in autorisierter Originalform wieder aufgelegt werden.

### Bauernregeln
Die Bauernregeln für den Gedenktag des Heiligen lauten:
- Regen am Sankt-Wolfgangs-Tag, gut für das nächste Jahr sein mag.
- Sankt Wolfgang Regen verspricht ein Jahr voll Segen.

## Musical
- Franzobel (Libretto), Gerd Hermann Ortler (Musik): Wolf. Das Mystical. Premiere am 23. Mai 2024.